# Santa Magdalena de Sant Joan les Fonts
Santa Magdalena de Sant Joan les Fonts és una església de Sant Joan les Fonts (Garrotxa) inclosa a l'Inventari del Patrimoni Arquitectònic de Catalunya.

## Descripció
Al costat de ponent de la Força de Juvinyà es conserven les restes de la capella dedicada a Santa Magdalena. Era d'una única nau, absis a migdia i campanar d'espadanya situat damunt la porta d'accés. Actualment s'ha convertit en una ruïna, restant únicament la façana principal, amb la porta d'accés centrada per dues finestretes, com a testimoni de la seva existència. Entre les velles pedres hom hi pot veure la pedra d'altar, que amida 140 x 90 centímetres.

## Història
La família Fontibus va desaparèixer en morir Ramon de Fonts l'any 1213. La seva esposa Corduana casà la seva única filla, Urraca, amb Guillem de Juvinyà, cavaller de la senyoria de Sales. La família Juvinyà, sempre va ser una gran devota de Santa Magdalena -que era venerada des del 1228 a la capella del castell de Palau de Montagut- i seran ells qui faran bastir la capelleta prop de la Força de Juvinyà. D'aquesta primera construcció no n'ha restat res, ja que fou substituïda per una de més amplia, les restes de la qual es poden admirar avui, i que el riu Fluvià va quasi destrossar amb l'aiguat de l'any 40.